# Justice League Dark (película)
{{Ficha de película
|título original     = Justice League Dark
|título              = Liga de la Justicia Oscura
|imagen              = 
|tamaño imagen       = 
|nombre imagen       = 
|dirección           = Jay Oliva
|ayudantedirección   = 
|dirección artística = 
|producción          = James Tucker
|diseño producción   = 
|guión               = E.J. Altbacker
|música              = Robert Kral
|sonido              = 
|fotografía          = 
|montaje             = Christopher D. Lozinski
|escenografía        = 
|vestuario           = 
|efectos             = 
|protagonistas       = Matt Ryan, Jason O'Mara, Camilla Luddington, Nicholas Turturro y Ray Chase
|narrador            = 
|historia            = Bryan Q. Miller
|basada en           = Justice League Dark de Peter Milligan y Mikel Janin
|maquillaje          = 
|país                = Estados Unidos
|estreno             = 2017
|estreno1            = 24 de enero de 2017
|género              = Acción, Superhéroes, Ciencia ficción fantástica
|duración            = 75 minutos
|clasificación       = 
[[ClaUniverso de Películas Animadas de DCsificación por edades (cine)|Alguna violencia perturbadora]]
|idioma              = inglés
|formato             = 
|productora          = DC Entertainment
Warner Bros. Animation
|distribución        = Warner Home Video
|estudio             = 
|presupuesto         = 
|recaudación         = 
|criterio_sucesión   = DC Universe Animated Original Movies
|precedida_por       = Batman: The Killing Joke
|sucedida_por        = Teen Titans: The Judas Contract
|criterio_sucesión2  = Universo de Películas Animadas de DC
|precedida_por2      = Justice League vs. Teen Titans
|sucedida_por2       = Teen Titans: The Judas Contract
|índice              = 
}}
Justice League Dark (en español: Liga de la Justicia Oscura) es una película de animación de superhéroes estadounidense de 2017 producida por Warner Bros. Animation y distribuida por Warner Home Video. Basada en el Cómic del mismo nombre creado por Peter Milligan y Mikel Janin, Es la vigésimo séptima película de la serie de películas originales animadas del Universo DC.
Fue lanzado digitalmente el 24 de enero de 2017, y en DVD y Blu-ray el 7 de febrero del mismo año. La película está dirigida por Jay Oliva y protagonizada por las voces de Matt Ryan, Jason O'Mara, Camilla Luddington, Nicholas Turturro y Ray Chase. Es la primera película de la Liga de la Justicia y la segunda película animada del Universo DC que ha sido calificada R por la MPAA.

## Sinopsis
En todo Metropolis, Gotham y Washington D. C., los asesinatos violentos son cometidos por personas que piensan que sus víctimas son criaturas demoníacas. La Liga de la Justicia llega a la conclusión de que la magia es la fuente de los crímenes, y Batman se decide a investigar. En su mansión, Batman se deja un mensaje de Deadman en una sola palabra: "Constantine". Exorcista y estafador John Constantine y Jason Blood se enfrentan a los Demon Three en un juego de póquer en Las Vegas para apuestas de alto nivel; el primero incluso ofreció su hogar, la Casa del Misterio, como su parte de la piscina a cambio de una caja de artefactos, incluido el Dreamstone. Cuando ambas partes son pilladas haciendo trampa, Constantine convoca a Etrigan, un demonio obligado a compartir un cuerpo con Sangre, para enviar a los demonios. Batman convoca a Zatanna, una maga con una historia romántica fallida con Constantine, y Deadman a consultar a Constantine en la Casa del Misterio. A ellos se une Black Orchid, la encarnación espiritual de la Casa. El grupo se reúne para compartir información y formar un equipo para investigar la causa y la razón de estos sucesos sobrenaturales.

## Argumento
En las ciudades de Metropolis, Gotham y Washington D. C., los asesinatos violentos son cometidos por personas que creen que sus víctimas son seres demoníacos antes de ser detenidas por los miembros de la Liga de la Justicia. La Liga concluye que la magia es la fuente de los crímenes, pero Batman es escéptico. Sin embargo en Wayne Manor, Batman es poseído brevemente por Deadman quien lo deja con una solo palabra ("Constantine") como mensaje. Batman encuentra a Zatanna, quien tuvo una relación fallida con Constantine, pero Deadman posee a Batman una vez más para decirle a Zatanna que ella y Batman necesitan ver a Constantine. El trío es atacado por un tornado controlado mágicamente mientras viajaban para encontrarse con Constantine en la Casa del Misterio. Black Orchid, la encarnación espiritual de la casa, se une al grupo y decide investigar la causa detrás de estos eventos paranormales.
En un flashback, el exorcista y estafador John Constantine y Jason Blood involucran a los Demon Three en un juego de póker para apuestas de alto nivel; Constantine ofrece su hogar, la Casa del Misterio, como parte de su apuesta a cambio de una caja de artefactos místicos, que incluye un piedra de los sueños astillada. Cuando ambas partes son descubiertas haciendo trampa, Constantine convoca al demonio Etrigan, que es forzado a compartir cuerpo con Jason Blood. Luego Blood reprende a Constantine por haber convocado a Etrigan.
Los héroes visitan a Ritchie Simpson, un amigo de Zatanna y Constantine, donde encuentran a espíritus de la Muerte que esperan para recoger el alma de Ritchie en su próxima desaparición. Simpson tiene cáncer y esta resentido con Constantine por haberlo abandonado a su suerte, pero le presta la llave Keshanti. Constantine y Zatanna usan la llave para ver uno de los recuerdos de la víctima y descubrir que fue poseída por una entidad desconocida. Sin embargo se convoca una criatura mágica para consumir al hombre, pero Batman, Deadman, Constantine y Zatanna escapan por poco y la destruyen.
Devuelta a la casa de Ritchie, el equipo lo encuentra cerca de la muerte; Blood también se encontraba allí para encontrar la piedra de los sueños. Constantine persigue a Blood mientras Batman inyecta una dosis de adrenalina para revitalizar a Ritchie. Al ser capturado, Blood explica que siglos atrás el hechicero Destiny poseía la piedra de los sueños en un intento de derrocar a Gran Bretaña, usándola para hacer que las personas vieran sus peores pesadillas y se alimentara de su tormento. Blood fue herido de muerte al dividir la piedra a la mitad. Merlyn convoca a Etrigan para derrotar a Destiny y luego ató a Blood porque Merlyn sabía que serían necesarios en el futuro. Ritchie se despierta para reclamar a Felix Fausto como su atacante.
Con ayuda de la planta elemental, Swamp Thing (Alec Holland), el grupo localiza el observatorio del cosmos de Fausto. Después de la batalla con el mago, que este pierde, el grupo concluye que Fausto no estuvo involucrado en herir a Ritchie. Ritchie se despierta y revela que tiene la otra pieza de la piedra de los sueños, que ha estado manteniendo su cáncer en remisión; al parecer destruye a Black Orchid. Constantine intenta razonar con Ritchie, que la piedra de los sueños (con el alma de Destiny atrapada adentro) lo esta manipulando. Sin embargo, la Dreamstone toma el cuerpo de Ritchie y lo transforma en Destiny.
Destiny destruye la casa y parte para iniciar un frenesí; Zatanna salva al grupo, pero se desmaya por el esfuerzo. La Liga de la Justicia trata de luchar contra Destiny, pero éste hace que se perciban mutuamente como amenazas demoníacas, por lo que se atacan entre sí. Etrigan ataca a Destiny, pero se separan de nuevo en Jason Blood y Etrigan. Constantine invoca a Swamp Thing, que ataca a Destiny, mientras que Batman y Zatanna desactivan a los miembros de la Liga. Destiny arranca el cadáver de Alec Holland de Swamp Thing debilitándolo y rompiendo su voluntad, haciendo que se retire.
Constantine engaña a Destiny para que lo lleve a él y a Deadman dentro de su escudo protector, lo que le permite a Deadman herirlo. Blood, Constantine y Batman destruyen la piedra de los sueños (y el cuerpo de Destiny), y el alma de Ritchie es arrastrada al Infierno como un seguro de que Destiny no pueda volver. Blood sucumbe a sus heridas mortales, y su cuerpo es enterrado cerca del lugar de su antigua aldea por Zatanna, Constantine y Etrigan. Zatanna acepta unirse a la Liga y le ofrece una posición a Constantine. Él se niega diciendo que Batman no lo aprobaría, pero Zatanna afirma que fue idea de Batman. Los dos regresan a la ahora reconstruida Casa del Misterio, y Deadman se une a Black Orchid restaurada como su alma gemela.

## Reparto
- Jason O'Mara como Bruce Wayne/Batman[5]
- Matt Ryan como John Constantine[6][7]
- Camilla Luddington como Zatanna[5]
- Nicholas Turturro como Boston Brand / Deadman[5]
- Ray Chase como Jason Blood / Etrigan el Demonio[5]
- Roger Cross como Dr. Alec Holland / Swamp Thing, John Stewart / Green Lantern[6][7][8]
- Colleen Villard como Black Orchid[9][5]
- Jerry O'Connell como Clark Kent / Superman[8]
- Rosario Dawson como Diana Prince / Wonder Woman[8]
- Enrico Colantoni como Felix Faust[8]
- Jeremy Davies como Ritchie Simpson[8]
- Alfred Molina como Destiny[8]
- J. B. Blanc como Abnegazar,[10] Merlin
- Jeffrey Vincent Parise como Rath,[10] Padre, Oficial de Policía
- Fred Tatasciore como Ghast[10]
- Brian T. Delaney como Esposa
- Laura Post como Mujer de negocios, Madre

## Recepción
Justice League Dark  recibió críticas generalmente positivas de los críticos. La película tiene un 71% sobre la base de 7 reseñas de acuerdo con el agregado de la revisión Rotten Tomatoes. escribió: "Justice League Dark" es una aventura de ritmo oscuro y mágica que da a algunos de los héroes más sombríos de DC una oportunidad Para brillar en una historia que se dobla en la mitología y el misterio, sin perder nunca de vista lo que significa ser un héroe ".